# Seconde présidence de Barack Obama
Pour un article plus général, voir Présidence de Barack Obama.
44e président des États-Unis
Première présidence de Barack Obama Première présidence de Donald Trump
La seconde présidence de Barack Obama est une période de l'histoire des États-Unis qui s'étend du 20 janvier 2013 au 20 janvier 2017.
Au début de son second mandat, Obama a annoncé plusieurs réformes en faveur de la classe moyenne, appelées « Grand Bargain » et inspirées du New Deal de Roosevelt, comme la réduction des taxes professionnelle et d'incitation à l'embauche ; pour ce faire, il multiplie les déplacements dans les États du pays, mais avec un succès mitigé.
Bien que la popularité de Barack Obama soit toujours restée relativement haute pour un président américain, celle-ci a subi plusieurs déconvenues au cours de ses deux mandats et particulièrement au cours du second. En effet, après le ressenti d’un manque de résultats à la suite de sa réélection en 2012, la popularité du président a flanché plus d’une fois. Mais c’est en 2015, grâce à de bons résultats généraux de sa politique de relance, à l'économie forte retrouvée par les États-Unis, au taux de chômage proche du plein emploi, à la validation de son système de sécurité sociale visant à protéger les américains contre les coûts des soins hospitalier, à la légalisation du mariage homosexuel sur l'ensemble du territoire américain ainsi qu'à l'obtention du pouvoir de négocier sa loi sur le libre-échange avec le reste du monde que Barack Obama retrouve une forte popularité aux États-Unis,.

## Politique économique

### Économie
Le second mandat de Barack Obama est marqué par une année 2013 inscrite dans la continuité des difficultés économiques de la fin de son premier mandat. En effet, les effets de la crise économique continuent à se faire sentir aux États-Unis et la confiance des ménages américains est restée en berne jusqu’à l’année suivante qui a inscrit le commencement d’une nouvelle ère économique. En effet, l’embellie attendue par le gouvernement Obama à la suite de son plan de relance adopté en 2009 finit par porter ses fruits six ans plus tard, en 2014, année marquant le début d’un renouvellement économique important entrainé par une croissance exceptionnellement haute. Le troisième trimestre 2014 enregistre en effet une hausse de 5 % du PIB américain en rythme annualisé soit une hausse de 1,1 % par rapport à la précédente évaluation établie à 3,9 %. Ce rythme d’expansion n’a jamais été aussi élevé depuis 2003. Le Dow Jones de Wall Street, de son côté à, dès son ouverture, dépassé le seuil historique des 18 000 points.
L’ensemble a bénéficié non seulement de la baisse du prix du pétrole mais aussi de la hausse des dépenses publiques, historiquement favorable à l’embellie économique d’un pays et, de ce fait, expliquant une partie des bons résultats économiques de Barack Obama depuis le début de l’année 2014. Par ailleurs, le 25 juin 2015, Obama obtient la validation du Congrès des États-Unis pour négocier sa loi sur le libre-échange : il veut mettre en place un traité avec l'Asie-Pacifique (TTP) et un autre avec l'Europe (TTIP). Ce vote a été un consensus entre certains démocrates et les républicains, certains membres de l'aile gauche du Parti démocrate s'y opposant.
À la fin de sa présidence, les négociations pour le TTIP n'ont pas abouti tandis que le TTP est signé ; cependant, son successeur Donald Trump refuse tous deux de les cautionner et annonce leur abandon.

### Emploi
En moyenne, sur l’ensemble de l’année 2014, la politique du gouvernement Obama a permis de créer 240 000 postes par mois sur le sol américain contre 194 000 en moyenne en 2013. En tout, sur un an, l’économie américaine a ainsi créé pas moins de 3 millions de postes, établissant un nouveau record de nombre de créations d'emplois au XXIe siècle puisque le précédent chiffre semblable à celui-ci datait de plus de 15 ans, en 1999. Le taux de chômage à, quant à lui, plongé pour s’établir à 5,6 %. En mai 2015, le nombre de création d’emplois s’est établi à 280 000 contre une moyenne de 250 000 sur le premier trimestre 2015, avec un taux de chômage à 5,5 %, faisant mentir les prédictions des économistes qui tablaient sur 225 000 emplois et confirmant, de ce fait, les résultats positifs de 2014. En 2016, la baisse du chômage continue avec un taux de chômage fédéral en mai de 5 %.

### Paradis fiscaux étatiques
En 2016, le gouvernement Obama lance un programme de transparence visant les États dits à la fiscalité optimale – le Delaware, le Wyoming et le Nevada notamment – pour harmoniser la lutte contre la fraude des entreprises au niveau fédéral.

## Sécurité nationale, défense et secteur militaire

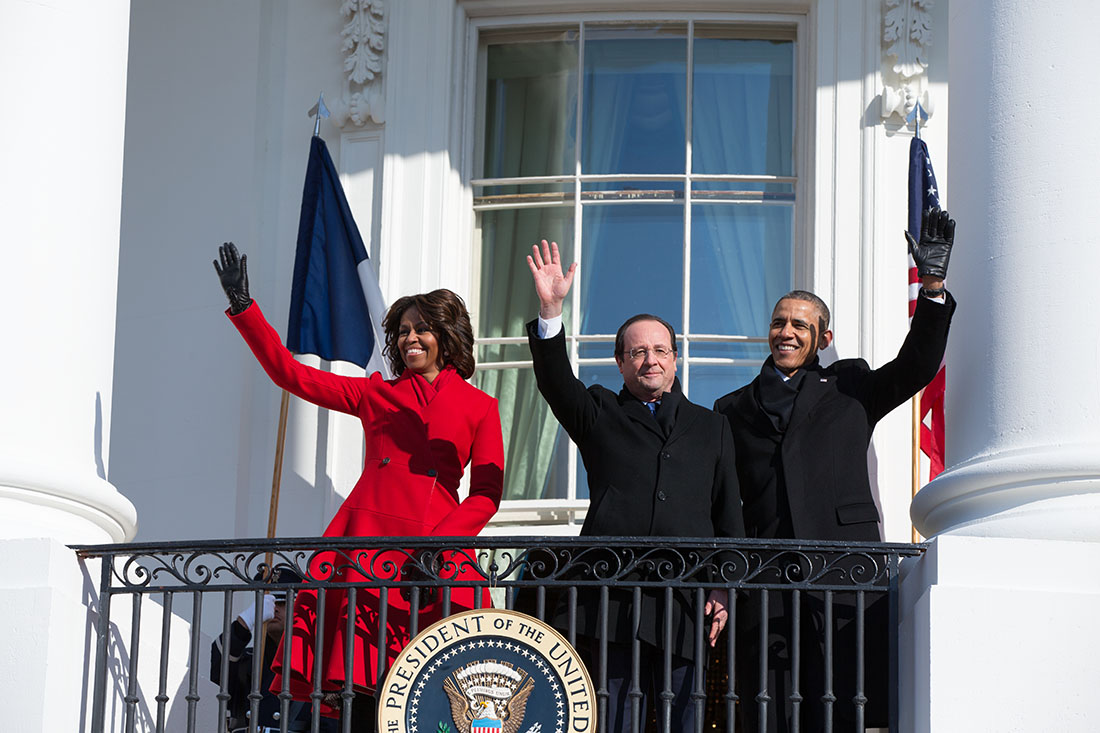
Visite d'État de François Hollande à Washington, D.C., en 2014.

Bien plus diplomate que guerrière, la politique étrangère d'Obama est fortement rejetée par l'électorat républicain. Il y voit un affaiblissement de la superpuissance américaine au profit de l'émergence russe et chinoise et un chaos au Moyen-Orient : Obama perd notamment grandement en crédibilité sur la scène internationale après avoir prévenu Bachar Al-Assad d'une intervention américaine en cas d'usage d'armes bactériologiques contre des civils, et ne pas avoir mis sa menace à exécution quand il y eut confirmation que cela était le cas, malgré le soutien de plusieurs chefs d'État européens à une invasion. Cependant, durant le second mandat du président, le budget alloué à la défense s'accroît par une hausse d'environ 4 %.
En outre, la politique étrangère des États-Unis est marquée par plusieurs procédures légales : de l'affaire Volkswagen à l'affaire de corruption à la FIFA, le gouvernement américain se sert de la voie judiciaire pour parvenir à ses fins contre des firmes privées, sans en référer à leur pays d'origine.
La détente avec la Cour pénale internationale est également une rupture de la présidence d'Obama par rapport à celle de Bush.

### Contrôle des ventes d'armes
Barack Obama veut restreindre durant son second mandat le droit de vendre des armes sans toutefois le supprimer, en refusant notamment au niveau fédéral que des armes de guerre soient achetables par des civils, législations déjà en vigueur dans plusieurs États du Nord et de la côte Pacifique. Il veut également une vérification plus minutieuse des antécédents des clients.
En 2016, en faisant référence à la tuerie de l'école primaire Sandy Hook, il déclare : « Nous devons ressentir cette urgence absolue maintenant, car les gens meurent. Et les excuses constantes pour l'inaction ne marchent plus. Ne suffisent plus. ». En présentant son plan pour plus de précautions concernant les armes, il s'interrompt pour pleurer. Il ajoute : « À chaque fois que je pense à ces enfants, ça me met en colère. ».
Pour Michael O. Fifer, le PDG du fabricant d'armes Sturm Ruger & Co, s’exprimant en 2011 « Si on leur demandait, je pense que la moitié des gens de l’industrie des armes à feu diraient qu’ils ne souhaitent pas voir Obama réélu. Mais en fait, ils iront secrètement voter pour lui de nouveau. »

### Affaire Snowden
La première année du second mandat d'Obama est marquée par le « grand déballage » d'Edward Snowden à propos des écoutes illégales et massives de la NSA chez les rivaux chinois et russes. Snowden devient un fugitif pour les États-Unis pour révélation de secrets d'État.
Après que ce dernier ait obtenu l'asile en Russie, Obama affirme qu'il est « déçu » de la décision de Moscou et que « la défense de notre nation dépend en partie de la fidélité de ceux qui se voient [en] confier les secrets ».
La présidente brésilienne Dilma Rousseff annule alors un dîner d'État prévu depuis plusieurs années à la Maison-Blanche et critique Barack Obama dans un discours à l'ONU.

### Guerre contre l'État islamique
En 2014, Obama et le département de la Défense lancent l'opération Inherent Resolve dans le but de détruire l'organisation terroriste baptisée État islamique et implantée en Irak, en Syrie et en Libye. Les États-Unis prennent la tête d'une coalition militaire arabo-occidentale mais Obama est critiqué par une partie des citoyens américains car il ne veut pas envoyer de soldats au sol pour lutter efficacement contre le développement du groupe terroriste. Le président rétorque qu'il veut éviter aux États-Unis une nouvelle guerre d'Irak en ne faisant intervenir que dans une certaine mesure l'armée — essentiellement les forces spéciales et l'armée de l'air — et en utilisant le soft power diplomatique pour résoudre la crise. « Il ne faut pas imaginer que les problèmes seront réglés en déversant des tapis de bombes », a-t-il déclaré.

### Guerre en Ukraine
Obama est également critiqué pour son attitude lors de la crise ukrainienne. Alors que la Russie a envahi et annexé une partie du territoire d'un État européen, le G8 suspend Vladimir Poutine de participation et prend des sanctions économiques contre le pays. Bien que cela ait de l'effet en Russie, le président américain est largement critiqué dans le monde pour ne pas avoir fait plus pour aider l'État ukrainien. Seuls quelques conseillers, soldats et armes sont envoyés.
Il paraît plus intéressé par la protection de ses alliés Baltes membres de l'OTAN : des avions de chasse et chars sont envoyés en 2016 pour prévenir toute attaque russe alors que dans un même temps, au cœur de la guerre civile syrienne, les États-Unis commencent à coopérer avec la Russie pour essayer de mettre fin au conflit.

### Diplomatie

#### Venezuela
Son administration refuse de reconnaître la victoire de Nicolas Maduro à l'élection présidentielle de 2013, classe en 2015 le Venezuela comme une « menace extraordinaire pour la sécurité nationale » et impose des sanctions contre plusieurs responsables politiques vénézuéliens.  

#### Accord sur le nucléaire iranien

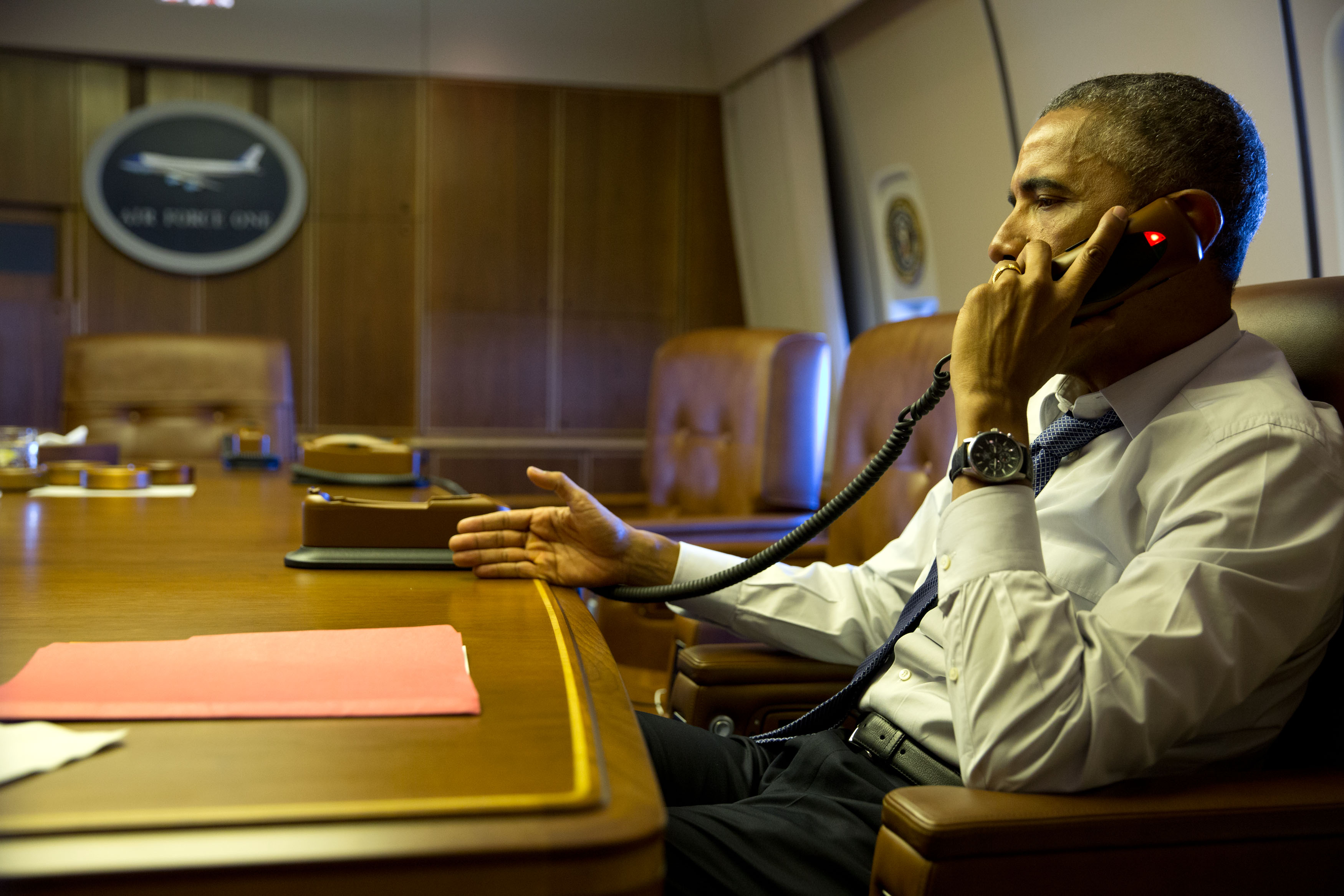
À bord d'Air Force One, au téléphone avec François Hollande.

En 2015, le groupe des 5+1 obtient un accord avec l'Iran sur la transparence de son programme nucléaire en échange d'une levée progressive des sanctions économiques. Obama et les dirigeants des principales puissances mondiales se félicitent de cet accord visant à assurer la stabilité mondiale, mais Israël fait savoir qu'il est mécontent de cet accord qui n'empêcherait pas selon son Premier ministre Netanyahou l'Iran d'obtenir la bombe nucléaire.

#### Relations avec Israël
Les relations entre le gouvernement américain et le gouvernement israélien se tendent lorsque Benyamin Netanyahou est au pouvoir en Israël, que ce soit sous les présidences de Bill Clinton ou de Barack Obama. Netanyahou est dit « lâche » par Obama. En outre, le Premier ministre israélien a publiquement fait savoir en 2012 qu'il soutenait le républicain Mitt Romney pour l'élection présidentielle[réf. nécessaire]. Obama a peu après considéré, dans une interview retraçant les plus importants points de sa politique étrangère en tant que président, que Netanyahou était de son point de vue « le plus décevant de tous les dirigeants du Moyen-Orient ».
L'opération Bordure protectrice, menée par Israël en 2014 mais à laquelle les États-Unis n'étaient pas favorables, se termine dans un bain de sang palestinien. John Kerry est dépêché sur place pour obtenir un cessez-le-feu. Cependant, la coopération entre Israël et les États-Unis continue sur les projets de missiles de défense Dôme de fer et Fronde de David. Outre cela, Obama considère que la politique de colonisation israélienne conduit de surcroît le pays à un « isolement presque total », chose qui inquiète également le président israélien Reuven Rivlin, bien que favorable à la colonisation.
En 2016, le ministre de la Défense israélien Moshe Ya'alon dit préférer l'État islamique à l'Iran, ce qui consterne les Américains : selon lui, l'État chiite est le « pire ennemi » d'Israël,. Lors de la période de transition avec la présidence de Donald Trump, Obama ne s'oppose pas à la résolution 2334 du Conseil de sécurité des Nations unies qui condamne la colonisation israélienne, votée par 14 voix contre 0. Netanyahou mène alors des attaques personnelles contre le président américain.

## Politique sociale

### Sécurité sociale
Après l’adoption du Patient Protection and Affordable Care Act (loi sur la protection des patients et des soins abordables communément appelée « Obamacare »),
loi de réforme de la sécurité sociale promise par Barack Obama et votée par le 111e Congrès des États-Unis puis promulguée le 30 mars 2010, celle-ci entre en vigueur fin 2013. Après une mise en place difficile marquée par certaines déconvenues (site internet ayant été incapable de supporter le nombre de connexions lors de son ouverture, assurance privée résiliée à la suite de l’Obamacare et, de ce fait, l’enregistrement d’un faible nombre d'Américains ayant pu souscrire à cette réforme le premier mois de sa mise en place). Mais ce ne sont finalement pas moins de 8 millions d’Américains qui ont souscrit à l’Obamacare quelques mois après sa mise en place, soit 1 million de plus que prévu, pour atteindre les 16,4 millions de personnes en 2015 soient la plus forte réduction du nombre de non assurés depuis près de 40 ans. Afin de continuer à promouvoir cette réforme, la plus importante de sa présidence, Barack Obama s’est associé à Buzzfeed pour mettre en ligne une vidéo virale renforçant la communication de l’Obamacare. En quelques semaines, la vidéo a comptabilisé pas moins de 50 millions de vues et plus de 1 million de « j’aime » sur Facebook. Le 25 juin 2015, la loi est définitivement avalisée par la Cour suprême des États-Unis.
Le 7 janvier 2016, le Congrès vote l'abrogation de la loi mais le président y met son veto. Décidé à promouvoir le concept d'assurance-maladie publique jusqu'à la fin de sa présidence, Obama a invité un jeune qui lui avait envoyé une lettre de remerciement à témoigner avant l'un de ses discours : « Je n'ai jamais voté pour le président Obama [...]. Je suis un républicain qui a maudit son nom, l'a faussement accusé. Et puis on m'a diagnostiqué une grave maladie auto-immune. Je n'étais éligible à aucune assurance santé. J'étais mourant, littéralement. Et puis ce gars a signé l'addition. ».
Au début de l'année 2017, alors que Donald Trump propose de remplacer l'Obamacare par « quelque chose de mieux », différents sondages montrent que près de huit Américains sur dix souhaitent son maintien.

### Drogues
Obama est connu pour être en faveur d'une réintégration dans la société des individus condamnés à de lourdes peines de prison pour possession ou trafic de stupéfiants sans violence. Il devient à la fin de sa présidence le chef de l'État américain ayant le plus gracié de citoyens dans ce cadre, défavorisés par les peines plancher instaurées par Bill Clinton (lui-même qui reconnaîtra plus tard une « erreur »).
Sous la présidence d'Obama, le Nevada, le Maine, le Colorado, l'État de Washington, la Californie, le Massachusetts, l'Alaska, et l'Oregon légalisent le cannabis pour usage médical et récréatif alors qu'au niveau fédéral, un jugement de la Cour suprême de 1970 l'interdit toujours.

### Éducation
Le 8 janvier 2015, Obama annonce qu'il veut rendre les deux premières années universitaires gratuites pour les élèves les plus méritants. Ce projet se heurte au Congrès républicain.

### Environnement

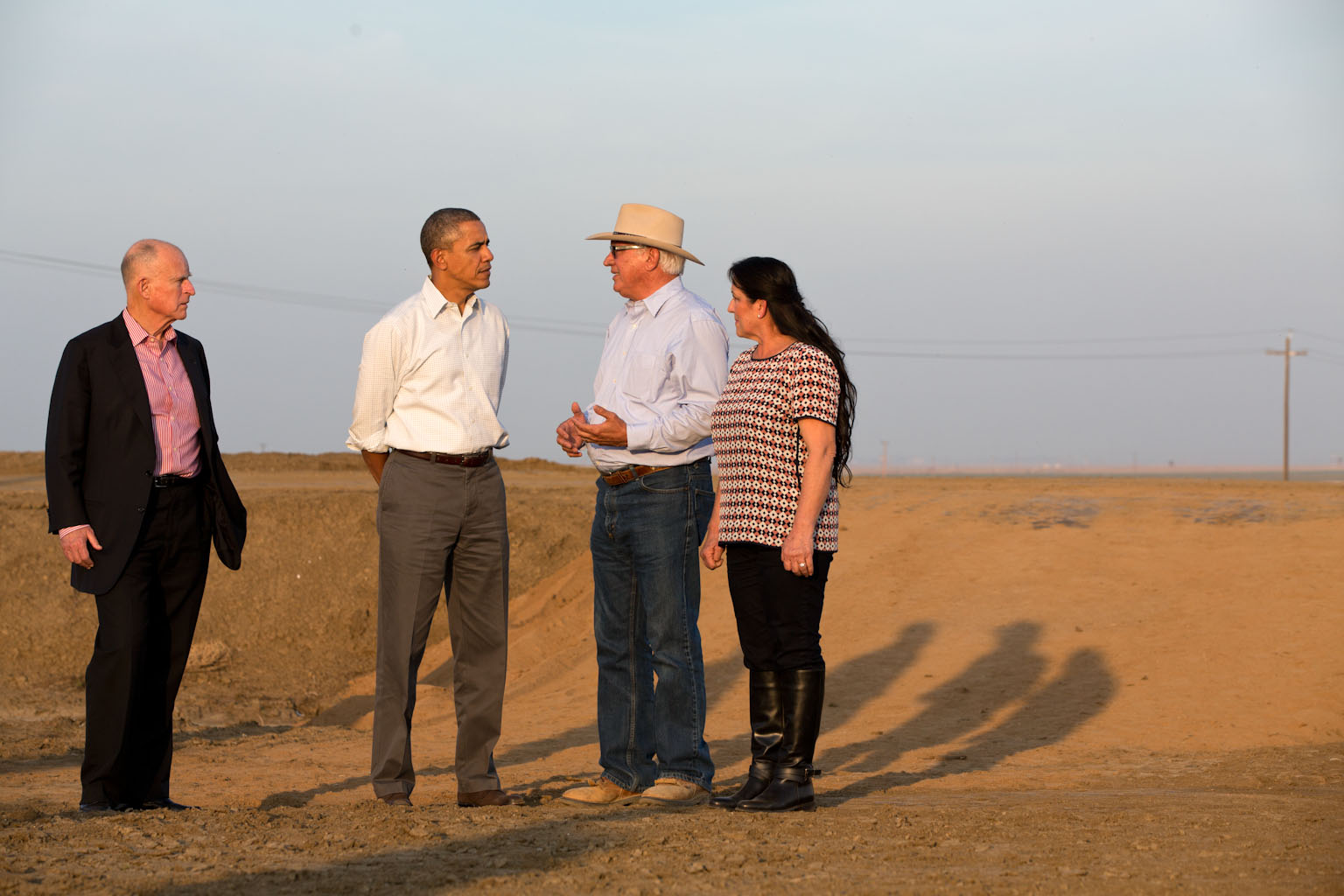
Le gouverneur de Californie Jerry Brown accompagnant Obama à la rencontre d'agriculteurs touchés par la sécheresse de 2014.

En 2015, Obama participe en marge de la COP 21 à l'émission de Bear Grylls Seul face à la nature pour sensibiliser l'audimat aux impacts du réchauffement climatique. Les États-Unis participent sous sa direction à l'élaboration de l'Accord de Paris sur le climat, Obama voulant réduire l'exploitation du charbon et pétrole américain — il refuse notamment la réalisation de la phase IV du pipeline Keystone XL.
Il autorise en 2015 la multinationale pétrolière Shell à mener des forages dans la mer des Tchouktches, au large de l'Alaska.
À la fin de sa présidence, il apparaît que Barack Obama est le président ayant le plus protégé de terres au niveau fédéral sous différents statuts ; le monument national marin de Papahānaumokuākea à Hawaï qu'il agrandit, couvre désormais 1 500 000 km2.[réf. nécessaire]

### Mariage homosexuel
Lors de sa campagne de 2008, il est ainsi au mariage homosexuel. À la suite de la prise de position favorable de Barack Obama sur le mariage homosexuel lors de sa campagne présidentielle de 2012, pas moins de 30 États ont légalisé cette union[pertinence contestée]. Ils n'étaient que 7 à l'avoir fait avant 2012 et seulement 3 avant la prise de fonction présidentielle de Barack Obama. Le 26 juin 2015, la Cour suprême des États-Unis légalise officiellement le mariage homosexuel sur l'ensemble du territoire américain par l'arrêt Obergefell v. Hodges, réalisant ainsi une promesse de Barack Obama.

## Bilan du second mandat
La plus grande réussite d'Obama lors de son second mandat est sans conteste le domaine économique. Il a réussi à abaisser le taux de chômage de manière drastique, le divisant par deux dans certaines régions. Parmi les points négatifs du bilan d'Obama figurent la non fermeture du camp de Guantanamo et l'échec du passage d'une nouvelle loi sur le contrôle des armes qui sont promis lors de la campagne électorale de 2012.
Les républicains reprochent à Obama sa politique migratoire depuis le Moyen-Orient — ils se servent de la fusillade de San Bernardino comme prétexte — et l'accueil de 10 000 réfugiés syriens fuyant la guerre civile car pouvant être des membres de l'organisation État islamique. Son incapacité à résoudre la guerre civile syrienne par le renversement de Bachar Al-Assad (il fixe en 2013 une « ligne rouge » à ne pas franchir pour le régime, l'utilisation d'armes chimiques, sous peine d'une intervention occidentale ; les armes sont utilisées mais aucune intervention ne fut menée) passe par sa reconnaissance en 2016 d'une part de responsabilité dans la situation qu'il laisse à son successeur ; il estime cependant avoir pris au vu des circonstances les meilleures décisions possibles. Sa faible présence médiatique sur la guerre civile au Yémen et en Somalie lui est reprochée, tout comme les frappes de drones menées. Dans le conflit syrien, la place internationale qu'a occupé la Russie a été vue comme empiétant sur l'hégémonie américaine.
Cependant, Obama doit administrer le pays avec un Congrès hostile à sa politique, tout comme certains gouverneurs des États. Les élections de mi-mandats de 2014, où la popularité du président est alors faible, sont marquées par une domination du GOP. Les républicains ont fait preuve durant le second mandat d'Obama d'un obstructionnisme répété à son action, tout comme durant le premier, en témoigne le blocage en 2016 par le Sénat de la nomination de Merrick Garland à la Cour suprême des États-Unis ou alors l'abolition du filibuster par les démocrates en 2013 se plaignant d'un blocage généralisé.
Par ailleurs, sous sa présidence, bien que le taux d'homicides ait nationalement baissé malgré des poches urbaines en hausse, la violence policière envers la communauté noire a abouti à des morts et manifestations : la mort d'Afro-Américains comme dans l'affaire Trayvon Martin (2012), l'affaire Michael Brown (2014) ou l'affaire Freddie Gray (2015) ont fait polémique, jusqu'à provoquer dans ce dernier cas des émeutes à Baltimore. À ce titre, le mouvement Black Lives Matter dénonce le racisme et le profilage racial exercé par les forces policières au détriment des Afro-Américains, et les non-condamnations des policiers violents par la justice. Ces tensions peuvent ressurgir en réaction, comme en juillet 2016 où un Afro-Américain qui voulait tuer « beaucoup de Blancs » assassine cinq policiers à l'issue d'une manifestation à Dallas,.

## Transition avec le gouvernement suivant
Lors de l'élection présidentielle américaine de 2016, le républicain Donald Trump est élu président des États-Unis face à la démocrate Hillary Clinton, bien que celle-ci ait été majoritaire dans le suffrage populaire.
Le président élu se focalise sur les mauvais résultats du président sortant face à l'État islamique et les règlementations pro-environnementales instaurées sous les mandats d'Obama. Ce dernier entend promouvoir le dégel cubain auprès de Trump qui y est opposé ; il fait également transférer une dizaine de prisonniers de la prison de Guantanamo avant son départ de la Maison-Blanche alors que Trump promet de la remplir. Sur le plan environnemental, il s'oppose à Trump qui déclare que le réchauffement climatique est un « canular » (et propose de se retirer de l'Accord de Paris sur le climat) et fait interdire les forages dans l'océan Arctique en coopération avec le Canada avant l'investiture de son successeur. Obama supprime également un plan mis en place sous George W. Bush permettant de ficher les citoyens de religion musulmane, à la suite de propos discriminatoires tenus par Trump durant la campagne. Le programme avait été annulé par Obama durant sa présidence mais la suppression fait que Trump, s'il souhaite le redémarrer, devra obtenir l'accord du Congrès. Obama affirme également que s'il avait pu se représenter une troisième fois, il est convaincu qu'il aurait gagné, ce que Donald Trump dément.

Départ de Barack Obama de la cérémonie d'investiture de Donald Trump.

Trump prend, du 8 novembre 2016 au 20 janvier 2017, un rôle de « second président » — ce qui est peu fréquent, les présidents élus se mettant généralement en retrait — en demandant notamment à Obama de faire plus de manœuvres en mer de Chine face aux menaces chinoises, et d'opposer un véto à la résolution 2334 du Conseil de sécurité des Nations unies concernant la colonisation israélienne, alors que les États-Unis s'abstiennent. Trump accuse alors Obama d'entraver la transition.
Durant les derniers jours de sa présidence, Obama fait commuer la peine de Chelsea Manning, analyste militaire qui avait révélé des crimes de guerre américains commis en Afghanistan en 2007 et emprisonné depuis et alloue 500 millions de dollars au fonds des Nations unies pour le développement durable. Il ordonne également le versement de 221 millions de dollars à l'Autorité palestinienne pour l'aider dans son intégration aux organisations internationales et divers projets humanitaires. Le 20 janvier 2017 à midi, il quitte ses fonctions.